# Cronotopo
Na teoria literária e na filosofia da linguagem, o cronotopo é como as configurações de tempo e espaço são representadas na linguagem e no discurso. O termo foi adotado pelo estudioso literário russo Mikhail Bakhtin, que o usou como um elemento central em sua teoria do significado na linguística e na literatura. O próprio termo vem do russo xронотоп, que por sua vez é derivado do grego χρόνος ('tempo') e τόπος ('espaço'); portanto, pode ser traduzido literalmente como "tempo-espaço". Bakhtin desenvolveu o termo em seu ensaio de 1937 Formas do tempo e do cronotopo no romance (Формы времени и хронотопа в романе). Aqui Bakhtin mostrou como diferentes gêneros literários operavam com diferentes configurações de tempo e espaço, o que dava a cada gênero seu caráter narrativo particular.

## Visão geral
Para Bakhtin, o cronotopo é o canal através do qual o significado entra na logosfera. O gênero está enraizado na forma como se percebe o fluxo de eventos e sua representação de visões de mundo ou ideologias particulares.
Os estudiosos de Bakhtin Caryl Emerson e Michael Holquist afirmam que o cronotopo é "uma unidade de análise para estudar a linguagem de acordo com a proporção e as características das categorias temporais e espaciais representadas nessa linguagem". Eles argumentam que o conceito de Bakhtin difere de outros usos de tempo e espaço na análise literária porque nenhuma das categorias recebe um status privilegiado: elas são inseparáveis e inteiramente interdependentes. O conceito de Bakhtin é uma maneira de analisar textos literários que revela as forças que operam no sistema cultural do qual emanam. Diz-se que cronotopos específicos correspondem a gêneros particulares, ou maneiras relativamente estáveis de falar, que representam visões de mundo ou ideologias particulares.
No ensaio Formas do tempo e do cronotopo no romance, Bakhtin descreve seu uso do termo assim:
Daremos o nome de cronotopo (literalmente, "espaço-tempo") à conexão intrínseca das relações temporais e espaciais expressas artisticamente na literatura. Este termo [espaço-tempo] é empregado em matemática e foi introduzido como parte da Teoria da Relatividade de Einstein. O significado especial que ele tem na teoria da relatividade não é importante para nossos propósitos; estamos tomando-o emprestado para a crítica literária quase como uma metáfora (quase, mas não inteiramente). O que conta para nós é o fato de que ele expressa a inseparabilidade do espaço e do tempo (o tempo como a quarta dimensão do espaço). Entendemos o cronotopo como uma categoria formalmente constitutiva da literatura; não trataremos do cronotopo em outras áreas da cultura.
No cronotopo artístico literário, indicadores espaciais e temporais fundem-se em um todo concreto e cuidadosamente pensado. O tempo, por assim dizer, adensa-se, ganha corpo, torna-se artisticamente visível; da mesma forma, o espaço torna-se carregado e responsivo aos movimentos do tempo, do enredo e da história. Essa intersecção de eixos e a fusão de indicadores caracterizam o cronotopo artístico.
O cronotopo na literatura tem um significado genérico intrínseco. Pode-se até dizer que é precisamente o cronotopo que define as distinções de gênero e de gênero, pois na literatura a categoria primária do cronotopo é o tempo. O cronotopo, como categoria formalmente constitutiva, determina em grau significativo a imagem do homem também na literatura. A imagem do homem é sempre intrinsecamente cronotópica.
Ao contrário de Immanuel Kant, que via o tempo e o espaço como pré-condições transcendentais da experiência, Bakhtin os considera como "formas da realidade mais imediata". Eles não são meras abstrações "matemáticas", mas têm uma forma concreta e, dependendo do contexto, qualitativamente variável. Isso é particularmente perceptível no próprio objeto de estudo de Bakhtin — o da cognição artística em gêneros literários — mas ele sugere que é aplicável também em outros contextos. Não se pode presumir que diferentes estruturas ou ordens do universo operem dentro do mesmo cronotopo. Por exemplo, o cronotopo de um organismo biológico como uma formiga será qualitativamente diferente daquele de um organismo como um elefante, ou daquele de uma estrutura de ordem inteiramente diferente, como uma estrela ou uma galáxia. Dentro do próprio mundo humano, há uma enorme variedade de atividades sociais que são definidas por fusões de tempo/espaço qualitativamente diferentes.

## Exemplos e uso em outras ciências
O conceito de cronotopo tem sido amplamente utilizado em estudos literários. O acadêmico Timo Müller, por exemplo, argumentou que a análise de cronotopos destaca a dimensão ambiental dos textos literários porque chama a atenção para os espaços físicos concretos nos quais as histórias acontecem. Müller discute o cronotopo da estrada, que para Bakhtin era um ponto de encontro, mas na literatura recente não reúne mais as pessoas dessa forma porque os automóveis mudaram a maneira como percebemos o tempo e o espaço da estrada. Os motoristas querem minimizar o tempo que passam na estrada. Eles raramente se interessam pela estrada como um espaço físico, pelo ambiente natural ao redor da estrada ou pelas implicações ambientais de sua direção. Isso contrasta com exemplos literários anteriores, como o poema "The Road Not Taken" de Robert Frost ou o romance As Vinhas da Ira de John Steinbeck, onde a estrada é descrita como parte do ambiente natural e os viajantes estão interessados nesse ambiente.
O antropólogo linguístico Keith Basso invocou "cronotopos" ao discutir histórias ocidentais [Apache] ligadas a lugares. Na década de 1980, quando Basso escrevia, as características geográficas lembravam os Apaches Ocidentais dos "ensinamentos morais de sua história", relembrando eventos que ali ocorreram em importantes narrativas morais. Ao simplesmente mencionar "aconteceu no [lugar chamado] 'homens se erguem aqui e ali'", o contador de histórias Nick Thompson conseguia lembrar os moradores locais dos perigos de se unirem "a forasteiros contra membros de sua própria comunidade". Características geográficas na paisagem apache ocidental são cronotopos, diz Basso, precisamente da maneira como Bakhtin define o termo quando afirma que são "pontos na geografia de uma comunidade onde tempo e espaço se cruzam e se fundem. O tempo ganha corpo e se torna visível para a contemplação humana; da mesma forma, o espaço se torna carregado e responsivo aos movimentos do tempo e da história e ao caráter duradouro de um povo ... Os cronotopos, portanto, permanecem como monumentos à própria comunidade, como símbolos dela, como forças que operam para moldar as imagens que seus membros têm de si mesmos" (cit. em Basso 1984: 44–45).
O antropólogo do sincretismo Safet HadžiMuhamedović baseou-se no termo de Bakhtin em sua etnografia do Campo de Gacko, nas terras altas do sudeste da Bósnia. Em Esperando Elias: Tempo e Encontro em uma Paisagem Bósnia, ele argumentou que pessoas e paisagens podem às vezes ficar presas entre espaços-temporais e, portanto, "esquizocronotópicas" (do grego σχίζειν (skhizein): "dividir"). Ele descreveu dois cronotopos abrangentes como "temas coletivos de espaço-tempo", ambos baseados em certos tipos de passado e reivindicando o futuro do Campo. Um era contado por meio de proximidades, o outro por meio de distâncias entre comunidades religiosas. Para HadžiMuhamedović, a esquizocronotopia é uma fenda que ocorre dentro do mesmo corpo/paisagem, por meio da qual o passado e o presente do lugar se tornaram espontâneos.
O conceito de cronotopo também é usado na pesquisa em turismo. O sociólogo Hasso Spode explica o surgimento do turismo no século XVIII como uma "viagem no tempo para trás". O espaço turístico funciona, portanto, como uma cronotopia romântica. O antropólogo Antonio Nogués-Pedregal considera o consumo turístico e a formação de lugares como um cronotopo.